# آلوارو فرناندز یورنته
آلوارو فرناندز یورنته (اسپانیایی: Álvaro Fernández Llorente‎؛ زادهٔ ۱۳ آوریل ۱۹۹۸) بازیکن فوتبال است.
وی در تیم‌های ملی فوتبال Spain U18 Spain U19 Spain U20 بازی کرده‌است.